# Hermann Strahl
Hermann Heinrich Friedrich Karl Strahl (* 17. Dezember 1866 in Kreuznach; † 26. März 1924 in Frankfurt am Main) war ein preußischer Verwaltungsjurist und wirkte als Landrat in Kempen (1903–1917) und Siegburg (1917–1924).

## Leben

### Herkunft und Ausbildung
Hermann Strahl wurde als Sohn des praktischen Arztes bzw. Kreisphysikus, Geheimer Sanitätsrat Dr. med. Friedrich Strahl (gestorben 13. November 1898 in Köln) und dessen Ehefrau Maria Josephine Strahl, geborene Seydlitz (gestorben 16. Januar 1912 in Kempen, beigesetzt in Bad Kreuznach) geboren. Nachdem er zunächst bis 1883 das Gymnasium in seiner Geburtsstadt besuchte, wechselte er an die Rheinische Ritterakademie in Bedburg, an der er zu Ostern 1887 die Reifeprüfung ablegte. Anschließend nahm er bis 1890 ein Studium der Rechtswissenschaften an den Universitäten in Bonn, Genf und Berlin auf, welches unterbrochen wurde von der Ableistung seiner Militärpflicht als Einjährig-Freiwilliger vom 1. Oktober 1887 bis 1888 bei dem Husaren-Regiment „König Wilhelm I.“ (1. Rheinisches) Nr. 7 in Bonn. Dort war er 1888 beim Corps Saxonia aktiv.
Nach der erfolgreichen Ablegung des Referendarexamens im Juni 1890 und nachfolgender Vereidigung als Gerichtsreferendar am 7. Juli 1890 setzte Strahl seine Ausbildung bei dem Amtsgericht Kreuznach und dem Landgericht Koblenz fort. Er wechselte dann jedoch in den Preußischen Verwaltungsdienst, wo er zum 10. April 1893 als Regierungsreferendar bei der Königlich Preußischen Regierung in Münster Beschäftigung fand. In dieser Phase legte er auch am 2. Mai 1896 die Prüfung für den höheren Verwaltungsdienst ab, seine Ernennung zum Regierungsassessor folgte am 24. Juni 1896. Im Weiteren fand er Einsatz als Hilfsarbeiter bei den Landratsämtern in Wiedenbrück bzw. ab dem 1. August 1898 in Lennep. Zum 11. Januar 1900 wechselte er schließlich an die Regierung in Düsseldorf.

### Werdegang
Seitens seines neuen Dienstherren, der Königlich Preußischen Regierung in Düsseldorf wurde Hermann Strahl mit Erlass vom 22. Juni zum 1. Juli 1903 kommissarisch mit der Verwaltung des Landratsamtes des Kreises Kempen beauftragt, nachdem der bisherige Landrat, Rudolf von Bönninghausen zum gleichen Zeitpunkt zunächst beurlaubt und in der Folge zum 1. Oktober desselben Jahres in den Ruhestand versetzt worden war. Strahl erhielt seine definitive Bestallung als Kempener Landrat am 25. Januar, mit Wirkung vom 1. Februar 1904. Während des Ersten Weltkriegs war Strahl dann kriegsbedingt abwesend. Seine Vertretung in dem Zeitraum von November 1914 bis Oktober 1916 übernahm der Kreisdeputierte Hugo Herfeld. Strahl diente unterdessen in der Zivilverwaltung in Belgien, unter anderem als Präsident der Kaiserlichen Zivilverwaltung der belgischen Provinz Luxemburg.
Nach der Umsetzung des bisherigen Landrats des Siegkreises, Adolf von Dalwigk zu Lichtenfels zum 1. Oktober 1917 als neuer Regierungspräsident an die Regierung in Aachen wurde Strahl am 2. Oktober mit der kommissarischen Verwaltung des Kreises beauftragt. Seine formelle Versetzung von Kempen nach Siegburg erhielt Hermann Strahl mit Erlass vom 13. April zum 1. Mai 1918. Er starb im Dienst.

## Familie
Der Katholik Hermann Strahl heiratete am 29. April 1899 in Münster Martha Gethmann, eine Tochter des Regierungsrats a. D. Julius Gethmann und dessen Ehefrau Antonie Gethmann, geborene Meyenberg.